# 2660 Wasserman
2660 Wasserman este un asteroid din centura principală, descoperit pe 21 martie 1982 de Edward Bowell.